# Born to Trap
Born to Trap — пятый студийный альбом российского и испанского хип-хоп-исполнителя Kizaru, состоящий из 18 треков. Альбом вышел 13 ноября 2020 года. Два сингла с альбома были выпущены до основного релиза («Honey’s Kettle» — 22 июня 2020, «Narcos» — 31 июля 2020). В альбоме присутствуют три совместных трека с американскими хип-хоп-исполнителями: HoodRich Pablo Juan, Smokepurpp и Tory Lanez.
В первые сутки своего выхода Born to Trap набрал более 13,2 миллионов прослушиваний, побив рекорд рэпера Моргенштерна, который смог набрать на своей «Легендарной пыли» 13 миллионов за сутки. В честь альбома Kizaru устроил акцию, её суть заключалась в том, что если человек добавляет альбом к себе в аудиозаписи, он получает стикеры ВКонтакте, а чтобы получить ещё больше стикеров, нужно было целиком послушать каждый трек в альбоме. Так же альбом попал на 8 место в еженедельном чарте Global Album Debuts на стриминговом сервисе Spotify.

## Список композиций
| №   | Название                                           | Длительность |
| --- | -------------------------------------------------- | ------------ |
| 1.  | «Intro»                                            | 1:53         |
| 2.  | «Что за бизнес сука?»                              | 3:25         |
| 3.  | «Block Baby»                                       | 3:29         |
| 4.  | «G Shit»                                           | 3:21         |
| 5.  | «Plug»                                             | 3:26         |
| 6.  | «Изи арифметика»                                   | 2:31         |
| 7.  | «Bad Blood» (совместно с Tory Lanez)               | 3:11         |
| 8.  | «Газ в пол»                                        | 2:23         |
| 9.  | «Ice Cream»                                        | 2:58         |
| 10. | «Whistle Song»                                     | 2:25         |
| 11. | «Trapazoid»                                        | 2:54         |
| 12. | «You and me» (совместно с Smokepurpp)              | 3:01         |
| 13. | «Oh Whou»                                          | 2:55         |
| 14. | «Wassup homie»                                     | 3:51         |
| 15. | «Honey's Kettle» (совместно с Hoodrich Pablo Juan) | 2:48         |
| 16. | «Mr. Slime»                                        | 2:53         |
| 17. | «Keep Straight»                                    | 2:55         |
| 18. | «Narcos»                                           | 2:50         |

## Чарты
| Чарт (2020)          | Высшая позиция |
| -------------------- | -------------- |
| Мир (Spotify)        | 8              |
| Россия (Apple Music) | 1              |